# Prestonkirk Parish Church

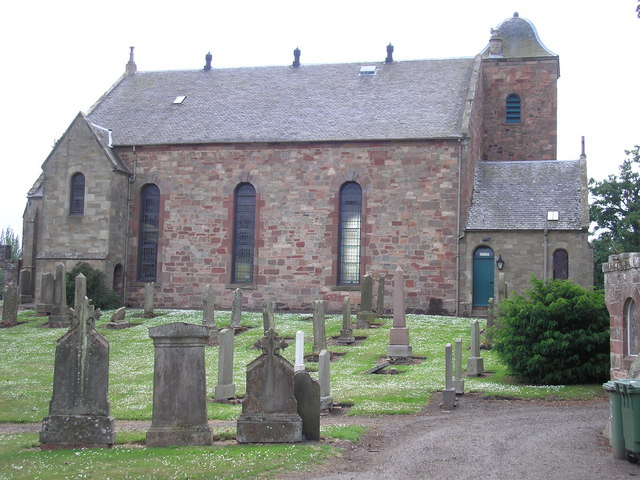
Prestonkirk Parish Church

Die Prestonkirk Parish Church ist ein Kirchengebäude der presbyterianischen Church of Scotland in der schottischen Ortschaft East Linton in der Council Area East Lothian. 1971 wurde das Gebäude in die schottischen Denkmallisten in der höchsten Kategorie A aufgenommen.

## Geschichte
Am Standort der heutigen Kirche wurde bereits 1127 ein dem Heiligen Baldred geweihtes Kirchengebäude beschrieben. Fragmente einer früheren Kirche sind in die heutige Prestonkirk Parish Church integriert. Diese stammen laut Historic Scotland jedoch aus dem 13. Jahrhundert. Die Prestonkirk Parish Church entstand in den 1770er Jahren und wurde an den Glockenturm angebaut, der aus dem 17. Jahrhundert stammt. Nachdem zunächst 1818 der mittelalterliche Chor überarbeitet wurde, wurden 1824 sowie 1891 weitere Umgestaltungen vorgenommen. Die Prestonkirk Parish Church war Pfarrkirche des Parishs Prestonkirk. Dieser fusionierte mit den benachbarten Gemeinden Stenton und Whittingehame zum Parish Traprain.

## Beschreibung
Die Prestonkirk Parish Church liegt am Nordrand von East Linton unweit des Ufers des Tynes. An der Südwestseite erhebt sich der zweistöckige Glockenturm. Wie auch der Rest der Kirche, ist er schlicht gestaltet. Entlang der Fassaden sind mehrere Rundbogenfenster eingelassen. Der Turm schließt mit einer geschwungenen, schiefergedeckten Haube. Ungleich dem anschließenden Langhaus, dessen Mauerwerk aus Quadern vom roten Sandstein besteht, ist der Bruchstein am älteren Turm lediglich grob zu Quadern behauen. An der sechs Achsen weiten Südseite befinden sich zwei rundbögige Eingangsportale mit ornamentierten Schlusssteinen. Die drei Achsen weite Südfassade ist hingegen mit hohen Rundbogenfenstern gestaltet. Links tritt ein Treppenturm aus den 1890er Jahren hervor, dessen Mauerwerk aus cremefarbenem Sandstein besteht. Das Langhaus schließt mit einem schiefergedeckten Satteldach. An der Ostfassade setzt sich ein kurzer mittelalterlicher Chor fort. Er ist mit Lanzettfenstern gestaltet.